# Renera
Renera es un municipio y localidad española de la provincia de Guadalajara, en la comunidad autónoma de Castilla-La Mancha. El término tiene una población de 103 habitantes (INE 2024).

## Situación

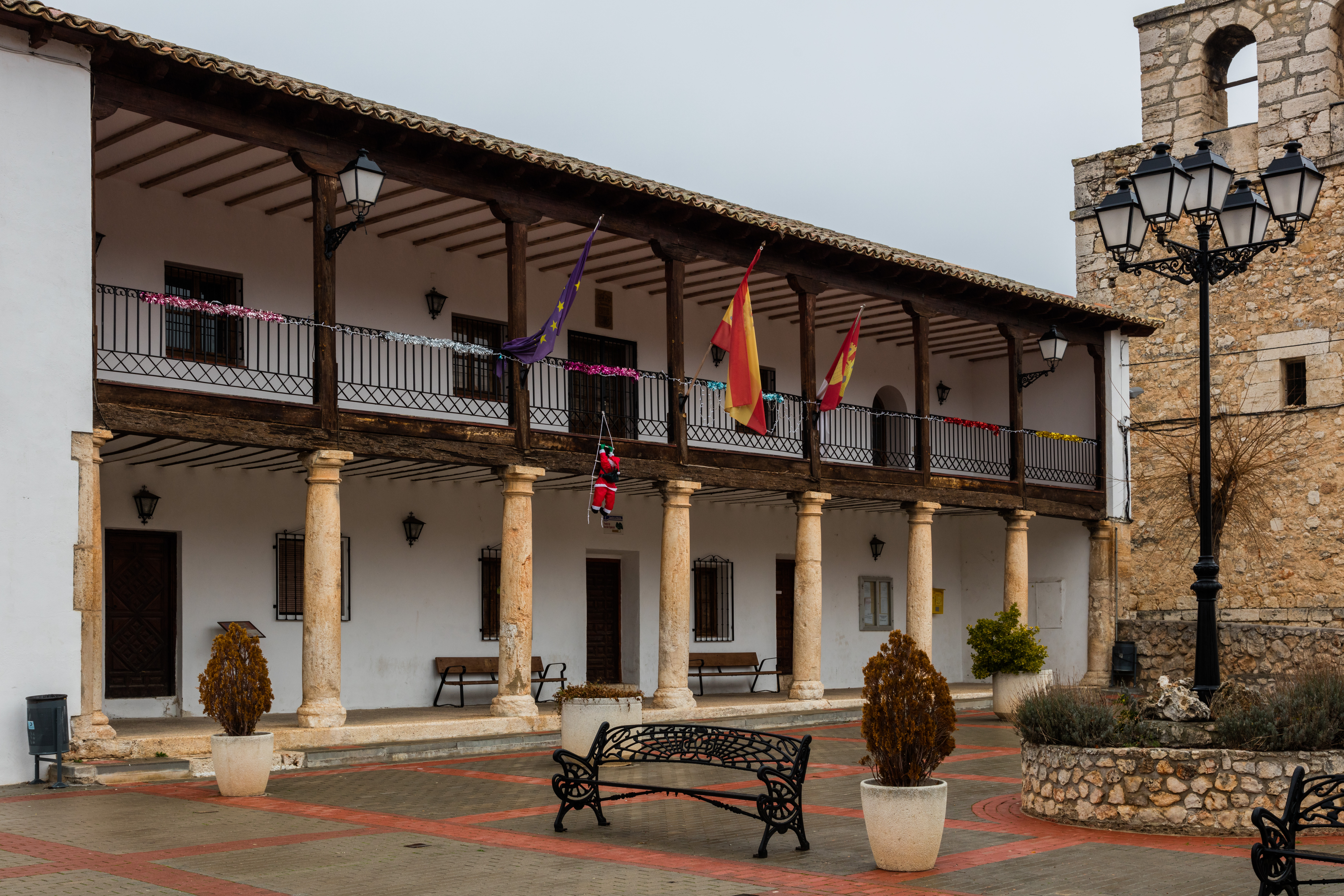
Ayuntamiento de Renera

La villa de Renera se halla en el estrecho pasillo que media entre el pie de la vertiente que desciende desde el páramo alcarreño y la margen derecha del arroyo de la Vega, afluente del río Tajuña. Tiene por ello una característica disposición alargada al evitar los lugareños, desde antiguo, la construcción sobre la parte más baja de la vega y proteger con ello las viviendas de las peligrosas riadas de la zona.
El término municipal limita con los de Fuentelviejo, Moratilla de los Meleros, Hueva, Hontoba, Loranca de Tajuña, Aranzueque y Armuña de Tajuña. La localidad está situada a 17 km de la villa de Pastrana, a 31 km de Guadalajara y a 86 km de Madrid.

## Historia
Antiguamente y seguramente por la proliferación de anfibios en la zona, la denominación de la villa fue Ranera y a sus vecinos se les conocía como raneros en la comarca.
Tras la reconquista de La Alcarria en el siglo XI, Renera pasó a depender, como aldea, al fuero y jurisdicción de Guadalajara, llegando a ser una de sus sexmas más importantes hasta el siglo XV. Sin embargo, la segregación y posterior donación del rey Juan II de Castilla al marqués de Santillana de las vecinas villas de Armuña de Tajuña y Fuentelviejo, en agosto de 1430, cercenó la continuidad geográfica con Guadalajara, provocando roces continuos por motivos arancelarios, de lindes y de uso de los frutos del monte comunal. Hubo de intervenir un juez real, don Andrés González del Castillo y emitir sentencia en 4 de agosto de 1434, para fijar los mojones con Armuña en el monte de Miracielos. Todo ello se hizo insufrible para los raneros, hasta que estos compraron el privilegio de villazgo al emperador Carlos V, el 21 de marzo de 1543.
En el censo de Felipe II de diciembre de 1575, los entonces alcaldes ordinarios y representantes del concejo, Juan y Francisco Gómez, indicaron al rey que la villa tenía entonces 186 vecinos, más algunas viudas y menores. Sin embargo, siglo y medio después, el censo del marqués de Campoflorido indica que en el año 1712  su población había descendido a 44 vecinos, más un clérigo compartido con la vecina Moratilla de los Meleros.
A mediados del siglo XIX, el lugar contaba con una población censada de 728 habitantes. La localidad aparece descrita en el decimotercer volumen del Diccionario geográfico-estadístico-histórico de España y sus posesiones de Ultramar de Pascual Madoz de la siguiente manera:

RANERA ó RENERA: v. con ayunt. en la prov. de Guadalajara (4 leg.), part. jud de Pastrana (2), aud. terr. de Madrid (10), c g. de Castilla la Nueva, dióc. de Toledo (22). sit. en la ladera de un cerro que le domina y resguarda de los vientos del N.; su clima es algo enfermizo, y las enfermedades mas comunes alguna pulmonia, fiebres intermitentes, flusiones á las muelas y mal de piedra; tiene 214 casas, la consistorial con hermosa galería, cárcel, habitacion para el alcaide y escuela de instruccion primaria, á la que concurren 45 alumnos, dotada con 1,100 rs. y 20 fan. de trigo; fuente de buenas aguas; un pósito con el fondo de 570 fan. de trigo y 3,300 rs. en metálico ; una igl. parr. (La Asuncion de Ntra. Sra.), en la que se venera la cabeza y otras reliquias de S. Maximino. térm.: confina con los de Armuña, Fuentelviejo, Moratilla, Hontoba y Aranzueque; dentro de él se encuentran varias fuentes; las ermitas de Ntra. Sra.de las Angustias y la Purísima Concepcion, y el desp. del Villar. El terreno es quebrado, áspero y de secano á escepcion de una pequeña vega regada por un arroyo, sobre el que hay tres pontoncillos de piedra y otros tres de madera; comprende ademas el térm. cuatro montes poblados de encina y robles, caminos: los que dirigen á los pueblos limitrofes y á la cap. de prov., en la que se recibe y despacha el correo por el baligero de Pastrana: prod.: trigo, centeno, cebada, avena, alazor, vino, aceite, patatas, judias, cáñamo, hortalizas, ajos, melones, sandias, ricos espárragos, miel cera, leñas de combustible y carboneo; y buenos pastos con los que se mantiene ganado lanar, cabrio, mular y asnal; abunda la caza de perdices, palomas, conejos y liebres; en el arroyo se crian anguilas y cangrejos. ind.: la agrícola, un molino harinero, otro aceitero, tres telares de lienzos ordinarios, un curtidor y cuatro zapateros. comercio: esportacion del sobrante de frutos, é importacion de los art. que faltan; hay tres tiendas de comestibles en las que tambien se venden telas de algodón, sedas, hilo y otros géneros. pobl.: 201 vec., 728 almas, cap. prod.: 4.145,700. imp.: 290,200. contr.: 21,347.
(Madoz, 1849, p. 370)

## Demografía
Renera cuenta con una población de 103 habitantes (INE 2024).
| Gráfica de evolución demográfica de Renera entre 1842 y 2021                                                        |
| |
| Población de derecho según los censos de población del INE Población de hecho según los censos de población del INE |

| 70            | 70 | 59 | 61 | 115 | 110 | 111 |
| (Fuente: INE) |    |    |    |     |     |     |

## Patrimonio

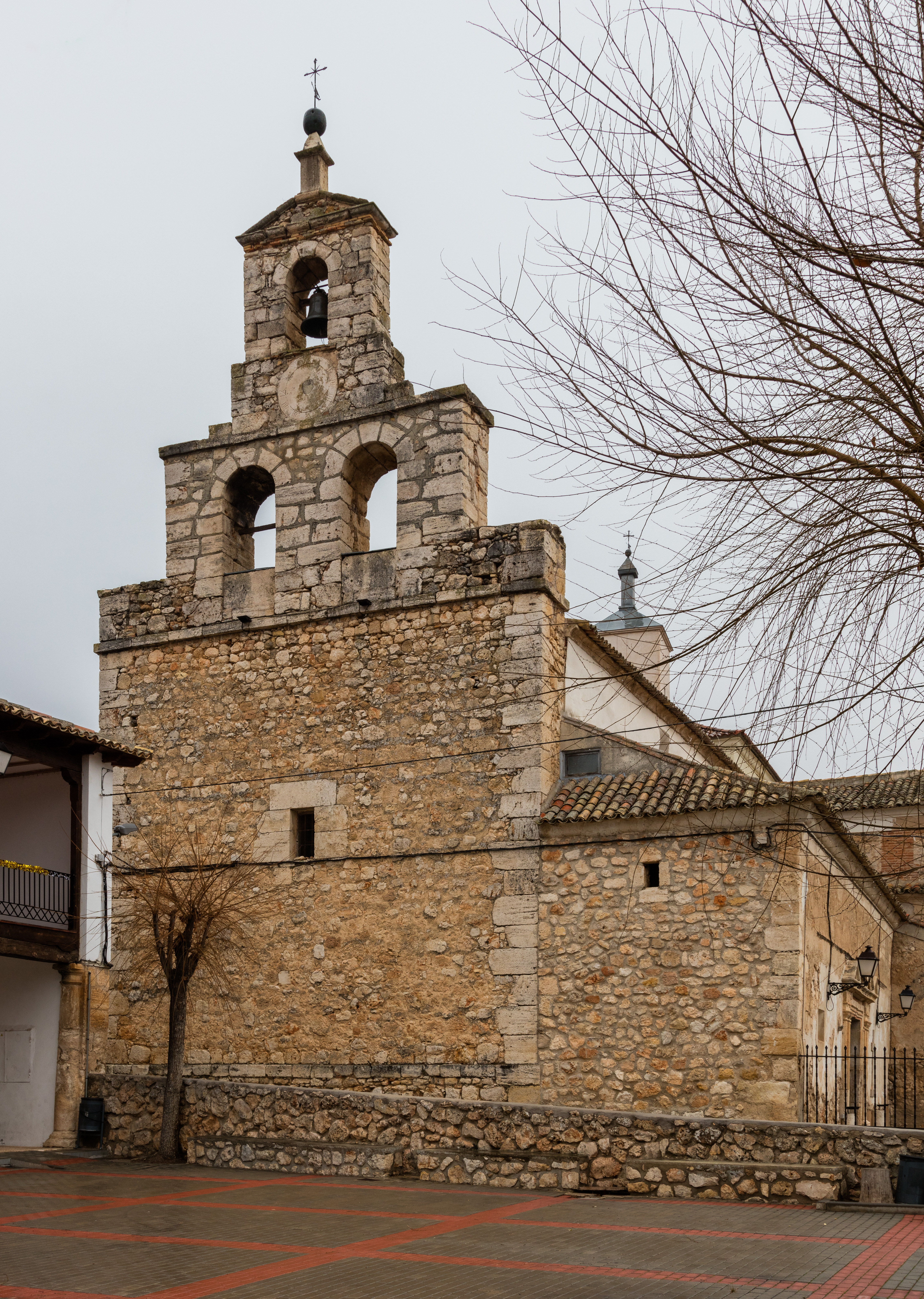
Iglesia de Nuestra Señora de la Asunción

Posee una iglesia que data de mediados del siglo XVI, terminada en el siglo XVII y consagrada a la Virgen de la Asunción. En la actualidad está en remodelación.
El viejo molino medieval, en la misma confluencia con la carretera de Hueva, ha desaparecido por la falta de atención, solo existen restos. La ermita, situada de camino a la urbanización de los pinares, ha sido recientemente rehabilitada.